# Любов, зрада і крадіжка
«Любов, зрада і крадіжка» (англ. Love, Cheat & Steal) — американський трилер 1993 року.

## Сюжет
Пол Гаррінгтон вважає, що його дружина ідеальна. Але він не знає, що за симпатичним личком Лорен ховається жорстока і безкомпромісна стерва, яка сім років тому відправила за ґрати свого колишнього бойфренда Рено. Але дуже скоро Пол дізнається про це, тому що Рено вийшов з в'язниці і бажає помститися.

## У ролях
| Актор           | Роль             |
| --------------- | ---------------- |
| Джон Літгоу     | Пол Гаррінгтон   |
| Ерік Робертс    | Рено Адамс       |
| Медхен Емік     | Лорен Гаррінгтон |
| Річард Едсон    | Біллі Куейла     |
| Дональд Моффет  | Френк Гаррінгтон |
| Девід Екройд    | Том Керрі        |
| Ден О'Херліхі   | Гамільтон Фіск   |
| Джейсон Воркмен | Віт Тернер       |
| Клод Ерл Джонс  | мер              |
| Джек Аксельрод  | Маріо Колумбард  |
| Денні Трехо     | кубинець         |